# ソフィー・ブランシャール

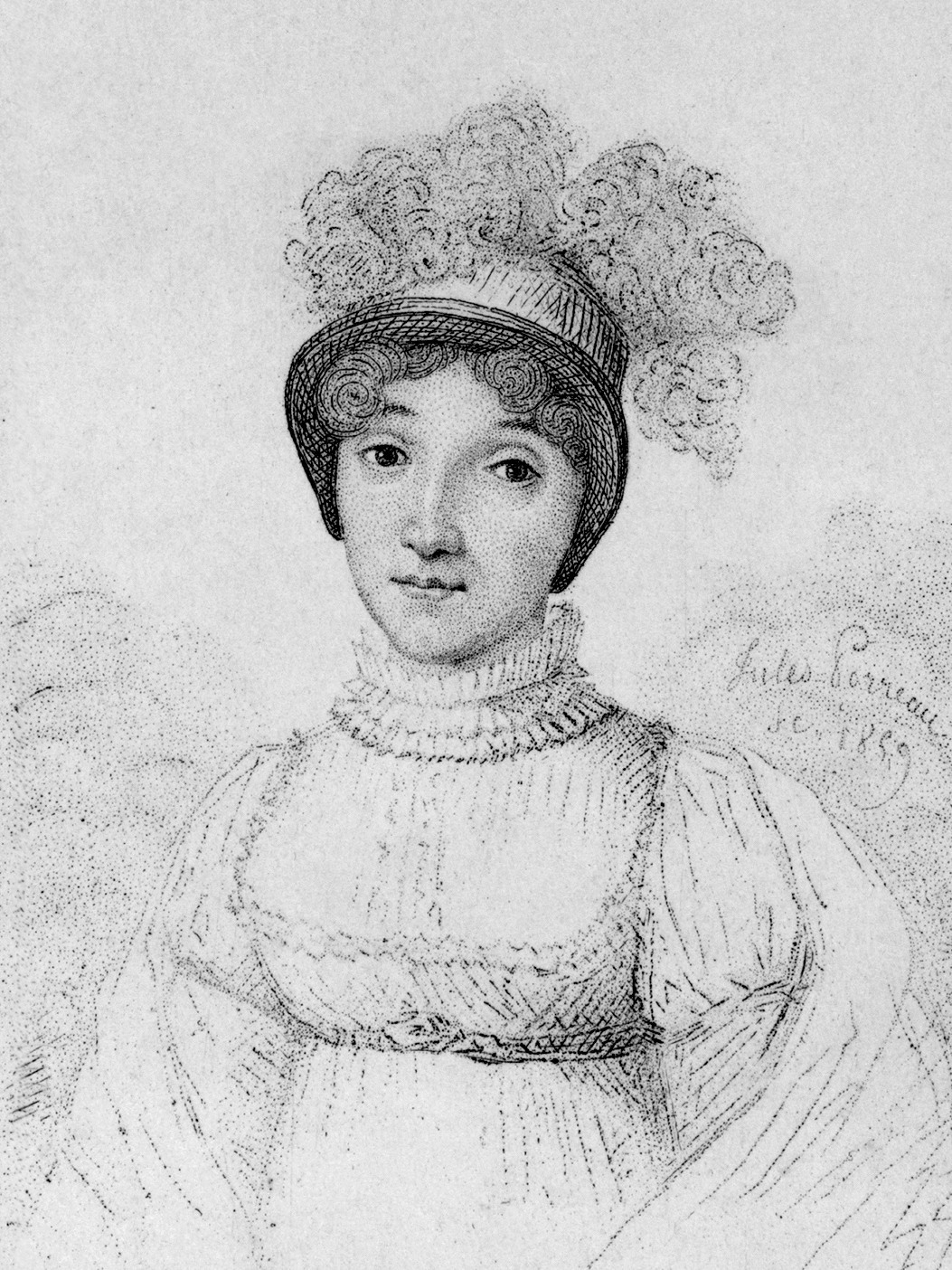
ブランシャール夫人の肖像画（死後の1859年に描かれたもの）

ソフィー・ブランシャール（Sophie Blanchard, 1778年3月25日 - 1819年7月6日）は、フランスの気球乗りである。先駆的な気球乗りジャン＝ピエール・ブランシャールの妻でもある。彼女は職業的な気球乗りとなった最初の女性であり、夫の死後、その仕事を引き継いで60回以上の飛行を行なった。その名は全ヨーロッパに知られ、ナポレオン・ボナパルトは彼女をアンドレ＝ジャック・ガルヌランに代わって「公式な祭日のための飛行士」に取り上げた。王政復古期の1814年にはルイ18世に飛行を披露し、「復古王政の公式飛行士」と呼ばれた。
当時のパイオニアたちにとって、気球による飛行は危険を伴うものであった。ブランシャール夫人も高空の低温に晒されたことや、沼地に不時着して溺れかけたことや、何度か失神したことがある。1819年、パリのティヴォリ公園 (Jardin de Tivoli) における公開飛行中、気球から打ち出した花火が気嚢の水素ガスに引火。気球は建物の屋根に墜落して彼女は死亡した。航空事故で死んだ最初の女性となった。
通称ブランシャール夫人 (Madame Blanchard)。マリー・マドレーヌ＝ソフィー・ブランシャール (Marie Madeleine-Sophie Blanchard)、あるいは旧姓でマリー・ソフィー・アルマン (Marie Sophie Armant) などの名で言及されることもある。

## 前半生
ソフィー・ブランシャールはラ・ロシェルに近いトロワ＝カノン (現在のコミューン、イヴ) で、プロテスタントの家庭に生まれた。出生時の名前はマリー・マドレーヌ＝ソフィー・アルマン。世界初の職業的気球乗りジャン＝ピエール・ブランシャールと結婚する前の経歴はよく分っていない。結婚の年代もはっきりせず、資料によっては1794年とも1797年ともされるが、彼女の初飛行の年でもある1804年説の信憑性が高い。ジャン＝ピエール・ブランシャールは最初の妻であったヴィクトワール・ルブリュン (Victoire Lebrun) という女性と4人の子供を捨て、気球乗りとしてヨーロッパ中を巡業していた（元妻は貧困の内に死んだという）。多くの資料がブランシャールの「小柄で、醜く、おどおどした妻」の「痩せた、鳥のような顔立ち」について言及している。後年の資料では「小柄で美しい」のような記述もある。神経質な性情だったソフィーは、神経に障るものが存在する地上よりも、むしろ空中を好んだ。彼女は大きい音が苦手で、馬車に乗ることも苦手だったが空中では大胆不敵であった。ソフィーは1804年12月27日、マルセイユにて、夫と共に気球で初飛行した。その後ブランシャール夫婦は経済観念の欠如から破産の憂き目を見た。彼らは、女性飛行士という新機軸に金銭問題の解決を託した。ソフィーは夫と一緒に2度目の飛行をしたのち、1805年8月18日には3度目の飛行（トゥールーズにあるドミニコ派の修道院の庭から離陸）を行なった。これは彼女の初の単独飛行であった。
ただし彼女は気球に乗った最初の女性というわけではない。古くは（係留気球だが）1784年5月20日にはモンタルベール (Montalembert) の侯爵夫人および伯爵夫人、ポドゥナ (Podenas) の伯爵夫人、ド・ラガルド (de Lagarde) 嬢なる女性たちがパリで気球に乗っている。自由気球にしても、1798年に「女市民アンリ」(Citoyenne Henri) という匿名女性がアンドレ＝ジャック・ガルヌランの気球で飛行したのは有名であり、俗に「気球に乗った最初の女性」と信じられているが、真にその栄誉を担うのはエリザベト・ティブル (Élisabeth Thible) という女性である。彼女はオペラ歌手であり、1784年6月4日、スウェーデン王グスタフ3世を歓迎するためにリヨンで飛ばされた熱気球に同乗した。ブランシャール夫人は、「気球に乗った最初の女性」ではなく「職業として気球を操縦した最初の女性」なのである。
1809年、夫のジャン＝ピエール・ブランシャールはデン・ハーグでの飛行中に心臓麻痺を起こし、それが元で死亡した。ソフィーはその後も気球乗りを続けた。特に夜間飛行には習熟し、夜を徹して飛び続けることもあった。

## 単独での活動

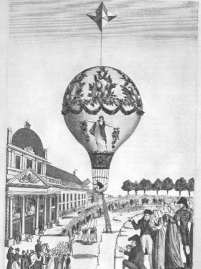
シャン・ド・マルス公園から飛び立つブランシャール夫人の気球（1810年6月24日）

ソフィーは夫と同様にパラシュートの実験を行なった（自身がパラシュート降下したこともあれば犬をパラシュート降下させたこともあり、見世物の一環としてパラシュート付き花火を打ち上げたこともある）が、その主たる興味は気球による飛行にあった。アンドレ＝ジャック・ガルヌランとその親族たち（妻、娘、姪）もパラシュートの実演で名を成した。特に姪のエリザ・ガルヌラン (Élisa Garnerin) は女性飛行士としてブランシャール夫人の最大のライバルであった。
夫の死亡時、ブランシャール夫婦にはまだ借金が残っていた。そのため、ソフィーは可能な限り経費節減に努めた。彼女が使った気球は水素気球で、熱気球とは違い燃料を置く必要がないため、吊り篭は最小限の大きさに切り詰められた。ガス気球を使うことは、空中で火を管理する煩わしさからの自由も意味した。彼女は小柄で体重も軽かったため、気球に詰める水素ガスは少量で済んだ。とはいえブランシャール夫人が熱気球も使っていた（少なくとも所有していた）ことは確かである。イギリス人フランシス・マチェローニ (Francis Maceroni) 大佐は、1811年に彼女から40ポンドで熱気球を買い入れたことを回想録に書きとめている。
ソフィー・ブランシャールはナポレオンのお気に入りとなり、1804年にはアンドレ＝ジャック・ガルヌランの後任に指名された。ガルヌランは、パリで行なわれたナポレオンの戴冠式で無人気球の操縦をしくじったために失脚したのである（なおその時の気球はローマまで飛んで行ってブラッチャーノ湖に墜落し、ナポレオンの浪費に関するジョークの格好の題材となった）。ナポレオンからソフィーに与えられた肩書きが何であったかははっきりしない。皇帝が彼女を「公式な祭日のための飛行士」 ("Aéronaute des Fêtes Officielles") に任命し、大きな行事の際に気球のショーを企画する職務を与えたことは確かであるが、それだけではなく「気球大臣」に取り上げたようである。この役職上、ブランシャール夫人は「気球によるイギリス侵攻」のプランを提出したことが記録されている。

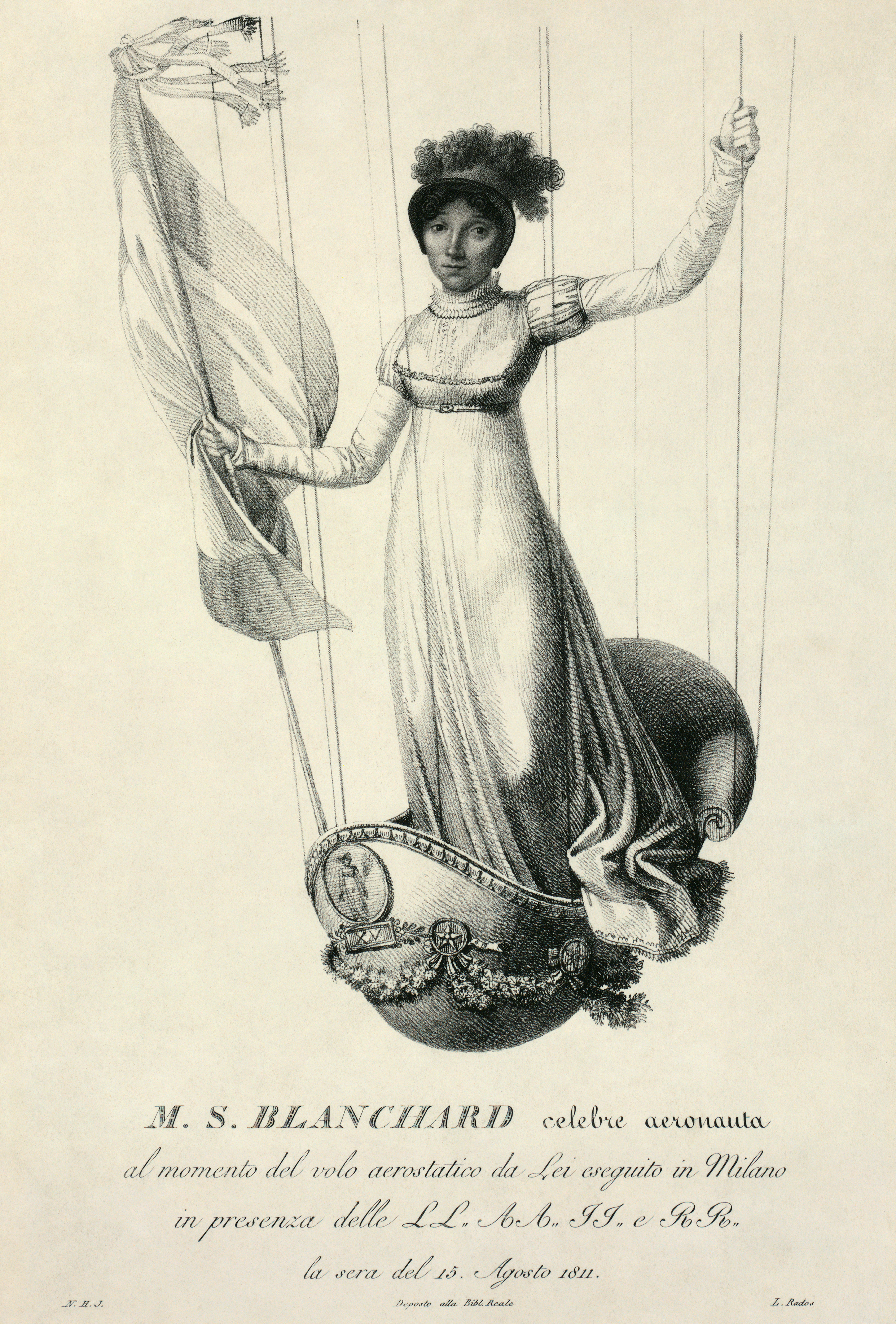
ミラノにて1811年8月15日、ナポレオンの42歳の誕生日記念飛行

1810年6月24日、ナポレオンとマリア・ルイーザの結婚を祝い、近衛隊がパリのシャン・ド・マルス公園で祝賀会を開催した。ソフィーはここで気球を飛ばした。ナポレオン2世が誕生した際にもシャン・ド・マルスから飛び立ち、その旨を告げるパンフレットを空から撒いた。1811年6月11日、ナポレオン2世の洗礼を祝ってサン・クルー城 (Château de Saint-Cloud) で開催された公式祝賀会では、気球からの打ち上げ花火を披露した。1811年8月15日、ミラノで行なわれた"Féte de l’Emperor"（皇帝の祭日）でも同じ芸を見せた。1811年にはジョアシャン・ミュラ（ナポレオンの義弟にしてナポリ王）による閲兵式に同行し、悪天候の中をナポリのカンポ・ディ・マルテ (Campo di Marte) から飛んだ。ルイ18世が王位に就き（→フランス復古王政）、1814年5月4日にパリ入りした時、その凱旋行進の一環としてポンヌフで気球を飛ばした。ルイ王はブランシャール夫人の芸に大層感じ入り、彼女を「復古王政の公式飛行士」と呼んだ（ちなみにルイはプロヴァンス伯時代には気球家ピラートル・ド・ロジェのパトロンであった）。
ヨーロッパ中に名を知られたブランシャール夫人は、見世物飛行の際にはいつも多くの観客を集めた。1810年9月16日の晩、フランクフルトにてカール・マリア・フォン・ヴェーバーのオペラ "Silvana" の初公演を失敗させたのは明らかに彼女である。市民たちはほとんどが彼女の飛行を見に行き、オペラに行ったのはごく少数であった。ソフィー・ブランシャールはイタリアでも多くの興行を打った。1811年にはローマから飛び立ち、1万2千フィート (3.6km) の高度に達したが、本人の主張によれば、彼女はタリアコッツォに着陸するまで昏睡状態で飛行していたとのことである。同年、ヴァンセンヌ近郊で雹から逃れるために上昇した際にも気を失い、結果として14時間半も滞空することとなった。ソフィーは気球によるアルプス越えも行なっている。1812年4月26日に行なったトリノへの飛行中には、手や顔から氷柱が出来るほどの寒気に苦しめられた。ナントから飛んだ1817年9月21日には（これは彼女の53回目の飛行である）、沼地に不時着するという失敗を犯した。気球が木にひっかかったため籠がひっくり返り、夫人は索具に絡まれたまま水面に落下し、すぐに救助隊が来なければ溺死するところであった。

## 墜落死

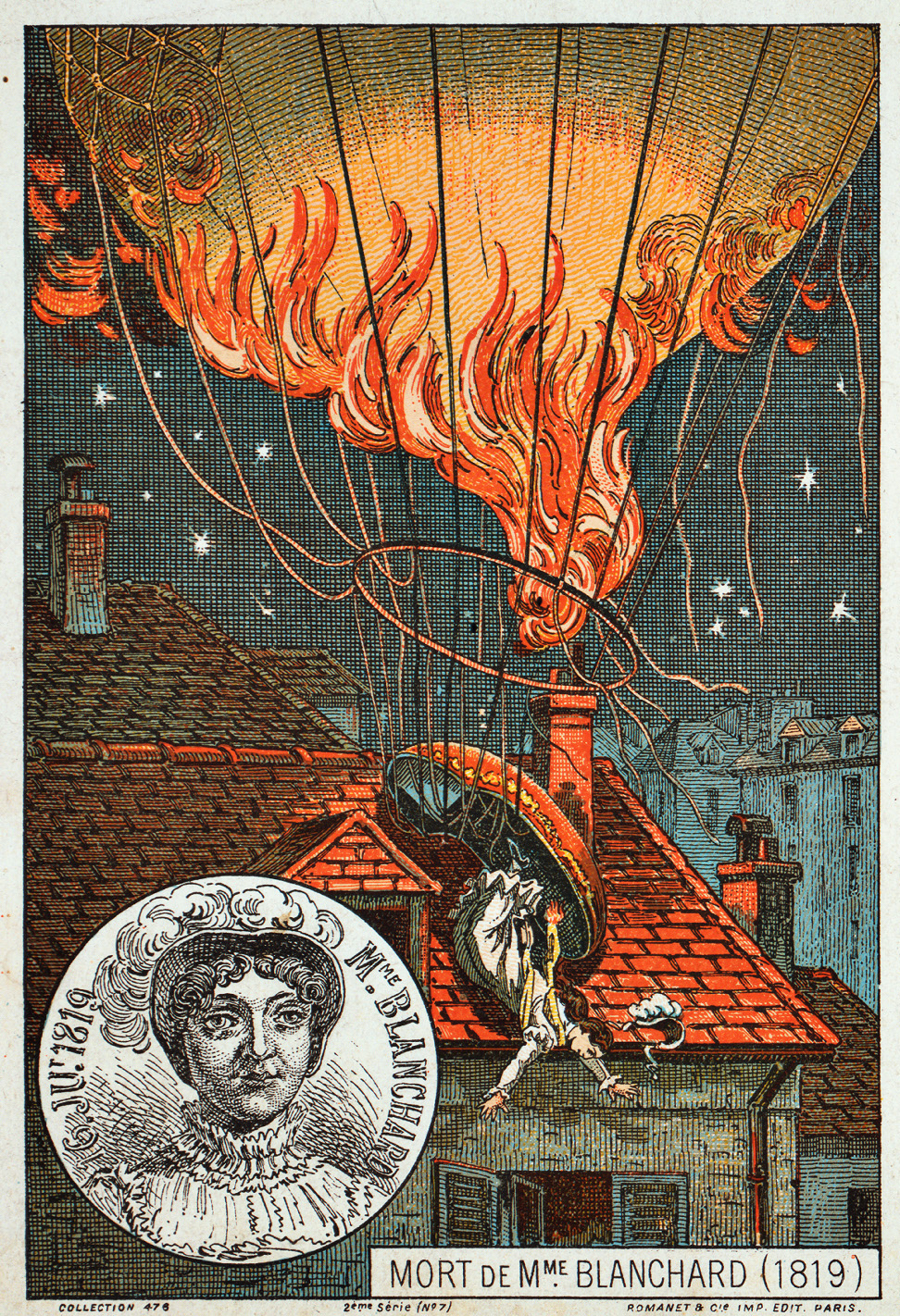
19世紀のイラスト『ブランシャール夫人の死』

1819年7月6日、パリのティヴォリ公園 (Jardin de Tivoli) にて気球ショーを行なうべく上昇を始めた時、積み込んだ花火から気嚢に火が移り、ソフィー・ブランシャールは墜落死した。この日、彼女はいつにも増して神経質な様子だったと言われている。ある報告によると、籠に乗り込む際に « Allons, ce sera pour la dernière fois（行こう、これが最終回だ）» と洩らしていたという。ブランシャール夫人にとってティヴォリ公園での興行はルーティン・ワークであり、パリにいる間は週に2回の飛行を見せていた。彼女は花火を使うことの危険性を繰り返し警告されていたが、それを省みなかった。
10時半ごろ（正確な時間については目撃者によってずれがある）、ブランシャール夫人の気球は離陸した。夫人は白い旗を持ち、白いドレスを着て、ダチョウの羽が付いた白い帽子を被っていた。風は強く、気球の上昇は妨げられているようであった。夫人はバラストを捨てて高度を少し上げようとしたが、気球は木立をかすめてからやっと上昇した。木立を抜けたソフィーは旗を振り始めた。そして「ベンガル花火」（緩燃性の色鮮やかな花火）を初めとする花火で、気球は明るく照らし出された。
花火が点火された数瞬後、まだ上昇中であった気球は炎に包まれた。気嚢に詰まった水素ガスが発火したのである。ブランシャール夫人は迅速に高度を下げたが、気球は風に流されて公園上から離れていった。一部の観客はそれがショーの一環だと誤解し、拍手と声援を送った。気球はさほどの高度には昇っていなかったため、漏れゆくガスが燃焼中ではあったものの、安全に不時着する余地はあった。ソフィーは急いでバラストを捨て、降下速度を緩めた。目撃者の大半の一致した意見では、降下中のソフィーは初め冷静な様子であったが地面が近づくと絶望のあまり両手を合わせたという。なお、「あまりに強く座席を握り締めたがために、彼女の動脈は数本が破裂していた」という噂が後に広まった。

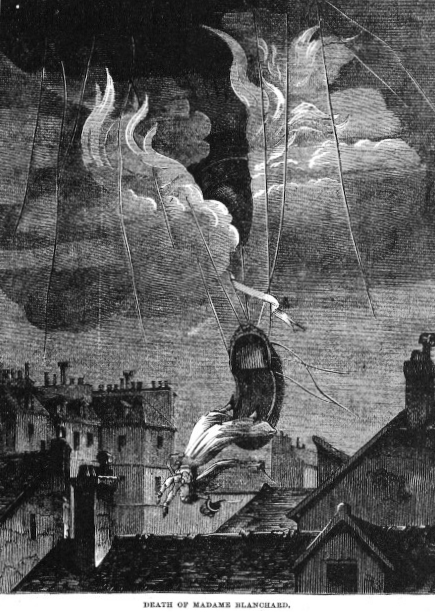
彼女の死を描いた別の図版（1869年）

プロヴァンス通り (Rue de Provence) の直上まで達した時、気嚢の水素ガスが爆発し、気球はある建物（一説によると15番地ないし16番地にあった建物で、ホテルであった）の屋根に墜落した。その直前までソフィーは生きていたと思われるが、気嚢と籠をつなぐ索具が燃え尽きたことにより（または爆発の衝撃で吹き飛ばされたことにより）彼女は気球の網に絡め取られて身動きが取れなくなった所、まず屋根に、続いて路面に叩きつけられた。
屋根にぶつかる瞬間、彼女が « À moi!（助けて!）» と叫んだとする資料もある。群集はブランシャール夫人を救うべくその元へと駆け集まったが、彼女は首を骨折して即死していた（または、10分ほどしか保たなかった）。
事故の原因として最も考えられるものは、気球が木にぶつかった時に仕掛け花火の方向がずれて、外側でなく内側を向いてしまったことである。伝えられるところによると、1人の男性がそれに気付いて花火に点火しないよう叫んだが、群衆の歓声に邪魔されて夫人には届かなかったのだという。後世の研究には、ソフィーがガス放出バルブを閉め忘れたために水素が漏れ出し（もしくは気球の作りが悪かったため自然に水素が漏れ出し）、火花による着火を惹き起こしてしまったのだという推測もある。

## 死後
ティヴォリ公園の所有者はソフィーの死を知ると、入場料は彼女の子供たちに寄付されると発表した。若干人の目撃者が門の前に立ち、道行くパリ市民に更なる寄付を募った。これにより2400フランが集まったが、その後、ブランシャール夫妻には生きた子供が1人もいなかったことが判明したため、寄付金は記念碑の建立に使われることになった。記念碑は炎上する気球を象ったもので、彼女の墓標の上部に取り付けられた。墓標はペール・ラシェーズ墓地にあり、« victime de son art et de son intrépidité（自らの至芸と度胸に殉じた女性）» との墓碑銘が彫られている。約1000フランの残金が出たため、ブランシャール夫人が通っていたルター派のビイェット教会 (Église des Billettes) に寄付された。墜落死の時点では、裕福でこそ無かったが彼女は夫が残した負債を全て清算し終わっており、経済的に安定していた。ソフィー・ブランシャールは総計67回の飛行を気球により行なった。
ブランシャール夫人の死はヨーロッパ中で物語られた。ジュール・ヴェルヌは『気球に乗って五週間』19章で彼女の墜落死に言及している。フョードル・ドストエフスキーは『賭博者』の14章で、全身全霊をもって賭博に打ち込むスリルを、「ブランシャール夫人が墜落中に覚えたであろう感覚」に喩えている。チャールズ・ディケンズは「ガラスの水差しをしょっちゅう井戸まで持って行っていれば、最後に壊れてしまうのは至極当然だ」と論評している。動力飛行の実現により、気球とブランシャール夫人の話は航空史の欄外へと追いやられた。2006年、アメリカの作家リンダ・ドン (Linda Donn) はブランシャール夫人を題材に"Little Balloonist"（小さな気球乗り）という小説本を刊行した。

## 参考資料
- Brown, Charles Brockden (1808). The Literary Magazine, and American Register. 8. Philadelphia: Thomas and George Palmer. pp. 336.
- Canadian Aviation Museum (2004年). “The Balloon Era” (PDF).   Canadian Aviation Museum. 2008年6月27日閲覧。
- De Saint-Amand, Imbert (2004) [1890]. The Happy Days of the Empress Marie Louise. Kessinger Publishing Co.. pp. 396. ISBN 1417922192
- Dickens, Charles (1853). Household Words: A Weekly Journal. 7. New York: Dix and Edwards.
- Duff, Norwich (1819年7月6日). “Extract from the journal of Norwich Duff”. 2007年9月30日時点のオリジナルよりアーカイブ。2007年7月24日閲覧。
- Figuier, Louis (1859) (French). Les Grandes Inventions Scientifiques et Industrielles Chez les Anciens et les Modernes. Paris: Hachette. pp. 304
- Gentleman's Magazine (1819). “Abstract of Foreign Occurrences”. Gentleman's Magazine (F. Jefferies) 89 (12):  96.
- Hoefer (1857) (French). Nouvelle Biographie Générale. Paris: Firmin Didot freres. pp. 960
- Ireland, William Henry (1822). France for the Last Seven Years. London: G. and W. B. Whittaker. pp. 439
- Lesur, C. L. (1820) (French). Annuaire Historique Universel Pour 1819. Paris. pp. 768
- Lynn, Michael R. (2006). Popular Science And Public Opinion in Eighteenth-century France. Manchester University Press. pp. 177. ISBN 0719073731
- Maceroni, Francis (1838). Memoirs of the Life and Adventures of Colonel Maceroni. London: John Macrone
- Marck, Bernard (2006) (French). Le Rêve de Vol. Toulouse: Le Pérégrinateur Editeur. pp. 216. ISBN 2910352455
- Marion, Fulgence (2004) [1870]. Wonderful Balloon Ascents Or The Conquest Of The Skies. Kessinger Publishing Co. pp. 124. ISBN 1419194836
- Martin, J (2000). The Almanac of Women and Minorities in World Politics. Harper Collins. pp. 466. ISBN 0813368057
- Mathews, Charles (1839). Memoirs of Charles Mathews, Comedian. Volume III. London: Richard Bentley. pp. 650
- Mellen, Grenville (1825). Sad Tales and Glad Tales. Boston: S. G. Goodrich. pp. 185
- Michaud, Louis Gabriel (1854) (French). Biographie Universelle Ancienne et Moderne. C. Desplaces. pp. 700
- Newman, Ernest (1945). Stories of the Great Operas and Their Composers. Philadelphia: Blakiston. pp. 889
- Peltier, Jean-Gabriel (1814). “Entrée Solennelle de Louis XVIII dans sa Capitale” (French). L'ambigu (London: Schulze and Dean) 45 (400).
- Poole, John (1838). Crotchets In the Air; or; an (Un) Scientific Account of a Balloon-Trip. London: Henry Colburn. pp. 98
- Saunders, Frederick (1853). Salad for the Solitary. Lamport, Blakeman and Law. pp. 284
- Select Reviews of Literature (1812). Enos Bronson. ed. “Miscellaneous: Madame Blanchard”. Select Reviews of Literature, and Spirit of Foreign Magazines (Philadelphia: John F. Watson) 8 (44):  184.
- Shayler, David J. (2005). Women in Space - Following Valentina. Springer. pp. 410. ISBN 1852337443
- Smucker, Samuel Mosheim (1857). Memorable Scenes in French History: From the Era of Cardinal Richelieu to the Present Time. Miller, Orten, and Co.. pp. 385
- Turgan, Julien (1851) (French). Les Ballons: Histoire de la Locomotion Aérienne Depuis son Origine jusqu'à nos Jours. Plon Frères. pp. 208
- Walker, Mike (2004). Powder Puff Derby: Petticoat Pilots and Flying Flappers. Wiley. pp. 304. ISBN 0470851414
- Walsh, William (1913). A Handy Book of Curious Information. London: Lippincott. pp. 942
- Wason, Charles William (1897). Annual Register. Baldwin, Cradock and Joy
- Yonge, Charlotte Mary (1858). Marie Thérèse de Lamourous, a Biography. London: John W. Parker and Son. pp. 131
- レナード・コットレル、1977年、『気球の歴史』、大陸書房